# Línia 5 (Rodalies València)
La línia 5 és una de les sis línies de rodalia al País Valencià.